# SN 2007ps
SN 2007ps – supernowa typu Ia odkryta 21 października 2007 roku w galaktyce A021913-0023. W momencie odkrycia miała maksymalną jasność 21,80m.